# Salvador Bermúdez de Castro O'Lawlor
Salvador Bermúdez de Castro O'Lawlor (Madrid, 1 de noviembre de 1863-Madrid, 20 de enero de 1945), II marqués de Lema y II duque de Ripalda, fue un abogado y político español, ministro de Estado durante el reinado de Alfonso XIII.

## Biografía
Hijo del ministro de Hacienda Manuel Bermúdez de Castro y Díez, fue miembro del Partido Conservador. Sustituyó a Antonio Sánchez Camponanes como diputado en Cortes por Tineo en 1891; revalidó dicho escaño en las elecciones celebradas entre 1893 y 1923. En 1903 se convirtió en alcalde de Madrid.
Fue ministro de Estado entre el 27 de octubre de 1913 y el 9 de diciembre de 1915 en un gobierno presidido por Eduardo Dato. Entre el 11 de junio y el 3 de noviembre de 1917 volvería a ocupar la cartera de Estado en un gabinete presidido nuevamente por Dato. Finalmente, entre el 20 de julio de 1919 y el 14 de agosto de 1921 volvería a ocupar la cartera de ministro de Estado en los sucesivos gobiernos que presidieron Sánchez de Toca, Allendesalazar y Dato.
Fue académico numerario de la Real Academia de Ciencias Morales y Políticas (medalla núm. 13), a la que ingresó en 1924, y de la Real Academia Española (silla O), a la que ingresó en 1945.
A la muerte de su tío, Salvador Bermúdez de Castro y Díez, en 1883 heredó los títulos de marqués de Lema y duque de Ripalda al no tener este descendencia legítima. Fue autor de la obra De la Revolución a la Restauración.
Su nombre aparece en la lista de los veintidós juristas que, designados por el Ministerio de Gobernación, elaboraron el “dictamen sobre la ilegitimidad de los poderes actuantes el 18 de julio de 1936”, documento publicado el 21 de diciembre de 1938, que pretendía justificar la sublevación militar que provocó la guerra civil española.